# Couple ou pas couple ?
 (octobre 2018).
- Si vous ne connaissez pas le sujet, laissez ce bandeau (vous pouvez alors contacter les auteurs).
- Si vous supprimez le contenu mis en cause (vous pouvez préalablement contacter les auteurs),

argumentez précisément cette suppression dans la page de discussion
(un manque de référence n'est pas un argument ; une recherche réelle de référence doit avoir été effectuée, être formellement documentée).
Couple ou pas couple ? est un jeu télévisé français diffusé du 25 décembre 2017 au 31 août 2018, du lundi au vendredi à 19 heures,  sur C8, et présenté par Jean-Luc Lemoine,.

## Diffusion
L'émission est diffusée en quotidienne du lundi au vendredi à 19 heures.

## Concept
Un duo de candidats doit deviner qui est le partenaire d'une personne parmi vingt candidats, en tentant de préserver sa cagnotte initiale de 50 000 euros, puis de 20 000 euros dans la seconde saison.

### Formule à sept couples
Dans le premier épisode, le duo de candidats doit deviner quels candidats parmi les vingt sont en couple dans la vie. Le jeu se déroule en six manches plus la finale et, parmi les vingt personnes, il y a sept couples et six célibataires.
L'échelle des gains est ainsi déterminée, pour une cagnotte totale de 50 000 euros :
- manche 1, qui rapporte 2 000 euros : 3 partenaires ;
- manche 2, qui rapporte 4 000 euros : 4 partenaires ;
- manche 3, qui rapporte 6 000 euros : 5 partenaires ;
- manche 4, qui rapporte 8 000 euros : 6 partenaires ;
- manche 5, qui rapporte 10 000 euros : 7 partenaires ;
- manche 6, qui rapporte 20 000 euros : 8 partenaires.

Dans chaque manche, un nombre de partenaires possibles est présenté pour une personne déterminée et les candidats doivent trouver quel est le bon.
Pendant les six manches, dont deux se feront sans indice, les candidats ont à leur disposition quatre indices qui sortent dans un ordre aléatoire pour les aider dans leur recherche. Ils ne peuvent les utiliser qu'une seule fois chacun dans la première partie du jeu :
- le photographe : où l'on montre une photo personnelle du partenaire recherché ;
- le détective : où l'on fournit une information exclusive sur la personne recherchée ;
- l'agent de star : où l'on montre la photo d'une star ressemblant à la personne recherchée ;
- la voyante : où un partenaire potentiel est éliminé.

Pour chaque personne, le duo estime dans un premier temps quel est le partenaire possible. À chaque manche, après avoir pris connaissance de l'indice, les candidats ont 15 secondes pour appuyer sur une sonnerie et annoncer la réponse définitive. En cas de bonne réponse, la personne est dévoilée et la cagnotte du duo augmente de la somme attribuée à la manche concernée, sinon le partenaire de la personne est révélé mais aucun argent n'est versé dans la cagnotte.
À l'issue des six manches, le duo accède à la finale avec le montant accumulé dans le jeu. Si le duo n'a gagné aucune somme d'argent, il ne peut pas participer à la finale.
La finale se déroule en trois phases, au cours desquelles le duo doit retrouver un couple parmi huit personnes.
- Dans la première phase de la finale, le duo ne dispose que de son instinct et des connaissances acquises lors des manches précédentes. Il peut gagner l'intégralité de la cagnotte s'il trouve dès cette première proposition.
- Dans la deuxième phase de la finale, le duo a la possibilité d'acheter un à trois indices. Le premier coûte 25 % de sa cagnotte ; le deuxième, 25 % de la somme restante ; et le troisième, 25 % de la somme restante de nouveau. Après l'achat d'un indice, le duo peut décider d'en acheter un autre ou de faire une proposition. En cas de bonne réponse, il gagne le montant de sa nouvelle cagnotte, sinon il passe à la dernière phase de la finale.
- Dans la troisième phase de la finale, on montre au duo « la moitié » du couple à découvrir et, si le duo ne donne pas la bonne réponse, il ne gagne rien.

### Formule à six couples
Lors des épisodes de la seconde saison, le duo de candidats doit deviner quels candidats parmi les vingt sont en couple dans la vie. Le jeu se déroule en cinq manches plus la finale. Au sein des vingt candidats, il y a six couples et huit célibataires.
Pour une cagnotte totale de 20 000 euros, l'échelle des gains est déterminée de la manière suivante :
- manche 1, qui rapporte 2 000 euros : 3 partenaires ;
- manche 2, qui rapporte 3 000 euros : 4 partenaires ;
- manche 3, qui rapporte 4 000 euros : 5 partenaires ;
- manche 4, qui rapporte 5 000 euros : 6 partenaires ;
- manche 5, qui rapporte 6 000 euros : 7 partenaires.

Dans chaque manche, un nombre de partenaires possibles est présenté pour une personne déterminée et les candidats doivent trouver quel est le bon.
Pendant les cinq manches, les candidats ont à leur disposition cinq indices qui sortent en ordre aléatoire et qu'ils ne peuvent utiliser qu'une seule fois chacun dans la première partie du jeu :
- le photographe : où l'on montre une photo personnelle du partenaire recherché ;
- le détective : où l'on fournit une information exclusive sur la personne recherchée ;
- le cupidon : où les candidats, avant de donner leur réponse définitive, ont la possibilité de juger si une personne peut être la partenaire d'une autre dans la vie en observant leur comportement ensemble ;
- l'agent de star : où l'on montre la photo d'une star ressemblant à la personne recherchée ;
- la voyante : où un partenaire potentiel est éliminé.

Pour chaque couple, le duo estime dans un premier temps le partenaire possible. Après avoir consulté l'indice pour chaque manche, les candidats ont 15 secondes pour appuyer sur une sonnerie et annoncer la réponse définitive. En cas de bonne réponse, la personne est dévoilée et la cagnotte du duo augmente de la somme attribuée à la manche concernée ; autrement, aucun argent n'est versé dans la cagnotte et le partenaire de la personne est révélé.
À la suite des cinq manches, le duo accède à la finale avec le montant accumulé dans le jeu. Si le duo n'a pas plus d'argent, il ne joue pas la finale.
La finale se déroule en trois phases, au cours desquelles le duo doit retrouver un couple parmi huit personnes.
- Dans la première phase de la finale, le duo ne dispose que de son instinct et des connaissances acquises lors des manches précédentes. Il peut gagner l'intégralité de la cagnotte s'il trouve dès cette première proposition.
- Dans la deuxième phase de la finale, le duo a la possibilité d'acheter un à trois indices. Le premier coûte 25 % de sa cagnotte ; le deuxième, 25 % de la somme restante ; et le troisième, 25 % de la somme restante de nouveau. Après l'achat d'un indice, le duo peut décider d'en acheter un autre ou de faire une proposition. En cas de bonne réponse, il gagne le montant de sa nouvelle cagnotte, sinon il passe à la dernière phase de la finale.
- Dans la troisième phase de la finale, on montre au duo « la moitié » du couple à découvrir et, si le duo ne donne pas la bonne réponse, il ne gagne rien.

## Audience
Les premières audiences du jeu sont jugées très satisfaisantes, si bien que la chaîne décide de le renouveler pour une seconde saison.

### Quotidienne
| Date de diffusion | Audience moyenne          | Audience moyenne | Références |
| Date de diffusion | Nombre de téléspectateurs | PDM              | Références |
| ----------------- | ------------------------- | ---------------- | ---------- |
| 5 janvier 2018    | 519 000                   | 2,2 %            | [ 5 ]      |

### Prime time
| Date de diffusion | Audience moyenne          | Audience moyenne | Références |
| Date de diffusion | Nombre de téléspectateurs | PDM              | Références |
| ----------------- | ------------------------- | ---------------- | ---------- |
| 25 décembre 2017  | 274 000                   | 2,6 %            | [ 6 ]      |
| 28 décembre 2017  | 213 000                   | 1,7 %            | [ 6 ]      |
| 5 janvier 2018    | 519 000                   | 2,2 %            | [ 5 ]      |

## Versions étrangères
Le format de télévision entièrement créé en France a été exporté dans trois pays dans le monde.
| Pays      | Nom de l'émission                   | Présentateur                                     | Chaîne    | Première diffusion | Dernière diffusion |
| --------- | ----------------------------------- | ------------------------------------------------ | --------- | ------------------ | ------------------ |
| Russie    | Угадай мою пару Ougadaï moïou parou | Viktor Loginov                                   | Ю         | 4 avril 2018       | En cours           |
| Thaïlande | Couple or Not? คู่ไหน..ใช่เลย          | Thanawat Prasomsomporn et Sakuntala Thienphairot | Channel 3 | 22 juillet 2018    | 2 janvier 2022     |
| Hongrie   | Sztárok és párok                    | Tibor Kasza                                      | TV2       | 11 octobre 2018    | 5 décembre 2018    |